# Ungefiltert eingeatmet – Die Wahrheit über das Aerotoxische Syndrom
Ungefiltert eingeatmet – Die Wahrheit über das Aerotoxische Syndrom ist ein 120-minütiger Dokumentarfilm des Berliner Journalisten und Filmemachers Tim van Beveren. Er zeigt die technischen, medizinischen, sozialen und politischen Hintergründe des Aerotoxischen Syndroms als kritisches und kontrovers diskutiertes Thema der heutigen Luftfahrt. Ein besonderer Schwerpunkt sind dabei die Analysen und Forschungsergebnisse am Leichnam des britischen Piloten Richard Westgate († 12. Dezember 2012).

## Synopsis

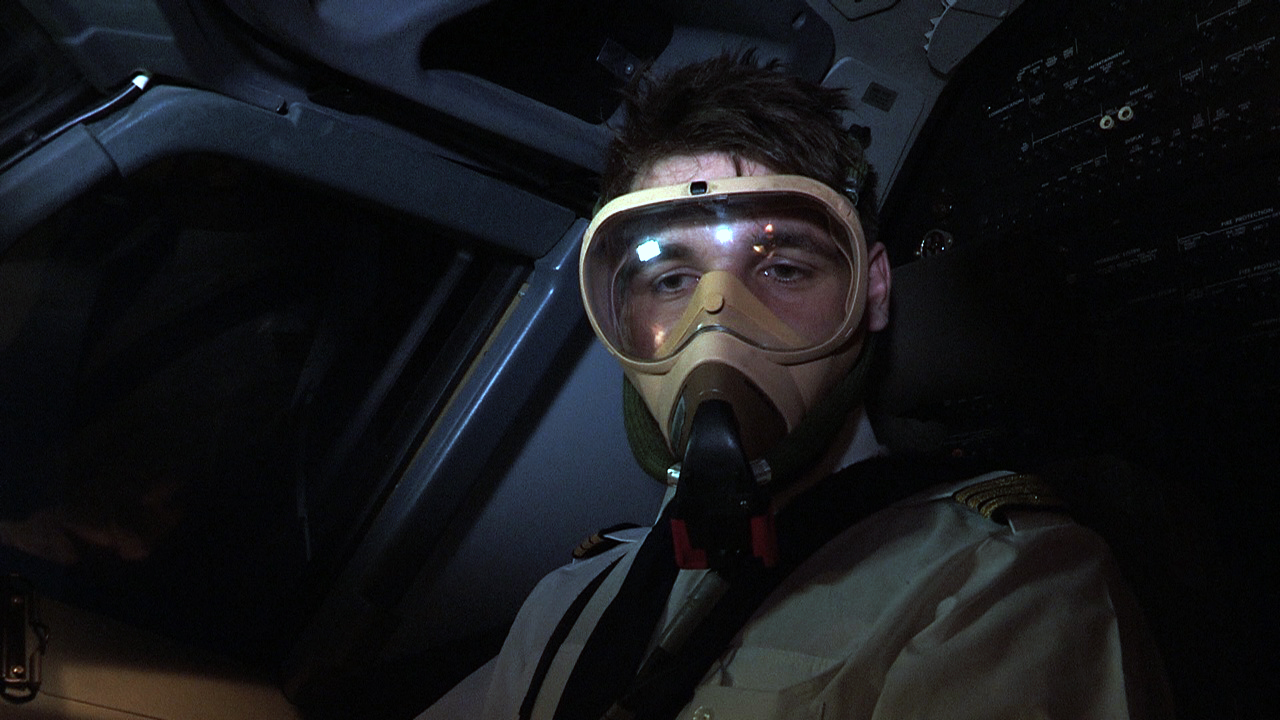
Bild aus dem Film eines Copiloten mit Sauerstoffmaske

Der Film will nachweisen, dass das Problem von kontaminierter Kabinenluft und dem daraus resultierenden Krankheitsbild, auch bekannt als „Aerotoxisches Syndrom“, bei Betroffenen über Jahre hinweg durch die Luftfahrtindustrie verharmlost wurde. Die Vorfälle werden im Industriejargon als „Fume Events“ oder auch „Smell Events“ (Geruchsvorfälle) genannt und inzwischen den zuständigen Behörden gemeldet. Bisher können sich nur Piloten durch das Anlegen ihrer Sauerstoffmasken schützen. Bis heute besteht für Passagiere kein vergleichbarer Schutz.
Im Film erörtern Wissenschaftler und Experten, so etwa die Entdecker des aerotoxischen Syndroms, der australische Toxikologe Chris Winder († 2014) und der französische Forensiker Jean-Christophe Balouet, der kanadische Toxikologe Christiaan van Netten, der deutsche Toxikologe Dietrich Henschler († 2014), Jeremy Ramsden (ehem. Cranfield University UK und später Leiter des Westgate Research Teams), Mohamed B. Abou Donia (Duke University, USA) Frank van de Goot (holländischer forensischer Pathologe), Michel Mulder (Arzt und Pilot), Frank Cannon (Glasgow – Anwalt von Richard Westgate), der Geistliche und ehemalige australische Senator John Woodley (leitete 1999–2000 einen Untersuchungsausschuss des australischen Senats), der britische Luftfahrtexperte David Learmount (Flight International), der Sprecher der Pilotenvereinigung Cockpit Jörg Handwerg sowie betroffene Passagiere und Besatzungsmitglieder das Problem aus ihren unterschiedlichen Gesichtspunkten.

## Premieren
Am 15. Juli 2015 fand die Premiere der englischsprachigen Originalfassung im Babylon-Kino in Berlin-Mitte statt. Im Anschluss ergab sich eine mehrstündige Podiumsdiskussion mit Politikern, Gewerkschaftlern und Experten, die aufgezeichnet wurde. Hierin wurden die wesentlichen Aussagen des Films von Experten bestätigt. Am 11. Oktober 2015 hatte die 116-minütige deutsche Sprachfassung im Hamburger Programmkino Metropolis Premiere.

## Hintergrund
Tim van Beveren beschäftigt sich bereits seit 2008 mit dem Thema, war Autor mehrerer Fernsehbeiträge und Artikel zu dem Thema und einer der sechs Experten in einer nicht-öffentlichen Anhörung des Deutschen Bundestages im Oktober 2011.

### Technischer Hintergrund
Im Film wird aufgezeigt, dass die Ende der 1940er-Jahre für militärische Düsentriebwerke entwickelten voll-synthetischen Öl- und Schmierstoffe giftige Zusatzstoffe enthalten, die bereits Anfang der 50er-Jahre bei US-Militärpiloten zu gesundheitlichen Problemen führten und von der US Aeromedical Association als Gefahr für die Flugsicherheit identifiziert wurden.

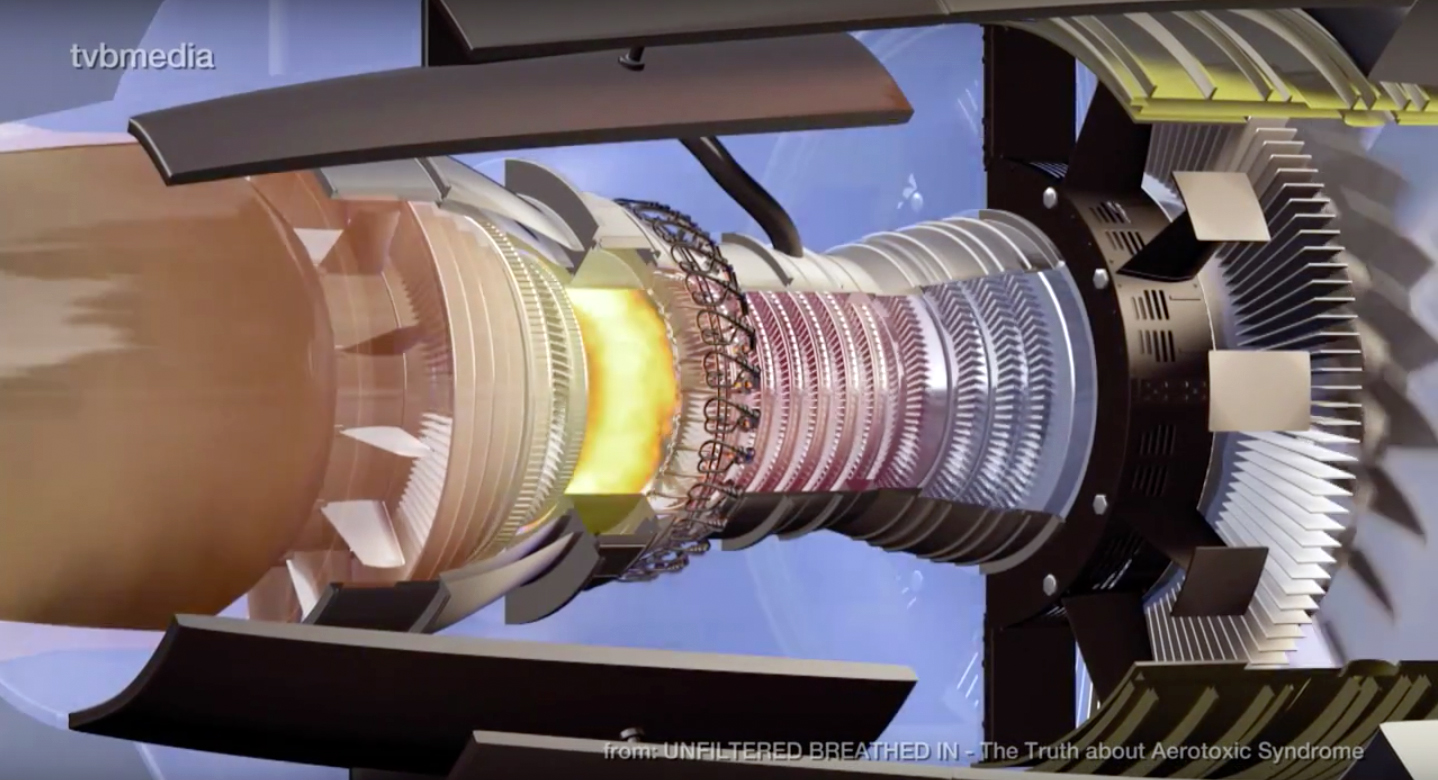
Bild aus dem Film zur Erklärung der Entnahme von verdichteter Luft aus dem Triebwerk

Das galt für Flugzeugtypen, die zu diesem Zeitpunkt bereits die Atemluft für das Cockpit direkt aus den Triebwerken abzapften (Zapfluft – engl. bleedair). Mit Einführung der Sud Aviation Caravelle Ende der 50er-Jahre wurden erstmals zivile Flugzeuge mit dieser Technologie ausgestattet. Der kanadische Toxikologe Christiaan van Netten führt aus, dass zu diesem Zeitpunkt versäumt wurde, die Kriterien für die Zulassung und Verwendung der Schmierstoffe auf ihre potenzielle Gefährdung für die Insassen zu überprüfen und anzupassen. Bei der bis dann gängigen Alternative wurde die Atemluft für Cockpit und Kabine durch sogenannte Stauluft (engl. ram-air) erzeugt. Bei der Stauluft-Technologie wird die Außenluft durch Einlässe am Rumpf aufgenommen, komprimiert und als Atemluft bereitgestellt.
Anhand von konkreten Vorfällen wie dem auf einem Germanwings-Airbus A319 im Dezember 2010 beim Anflug auf Köln und dem von der spanischen Flugunfallbehörde als Unfall eingestuften Vorfall an Bord einer Condor Boeing 757 im März 2013 in Las Palmas stellt der Film auch die Rolle der Flugunfalluntersuchungsstelle BFU in Frage.
Zu Wort kommt außerdem der britische Luftfahrtingenieur Graeme Davidson, der lange Jahre für den Triebwerkshersteller Rolls-Royce und den Flugzeughersteller British Aerospace gearbeitet hat. Dieser erläutert ausführlich, warum alle Düsentriebwerke regelmäßig Öl lecken, und vertritt die These, dass die Einführung längerer Wartungsintervalle in den 90er-Jahren gerade bei den Triebwerken das Problem verschärft hat, da ein Triebwerk zum Austausch der neuralgischen Dichtungen im Inneren komplett zerlegt werden muss.

### Medizinisch-wissenschaftliche Untersuchung

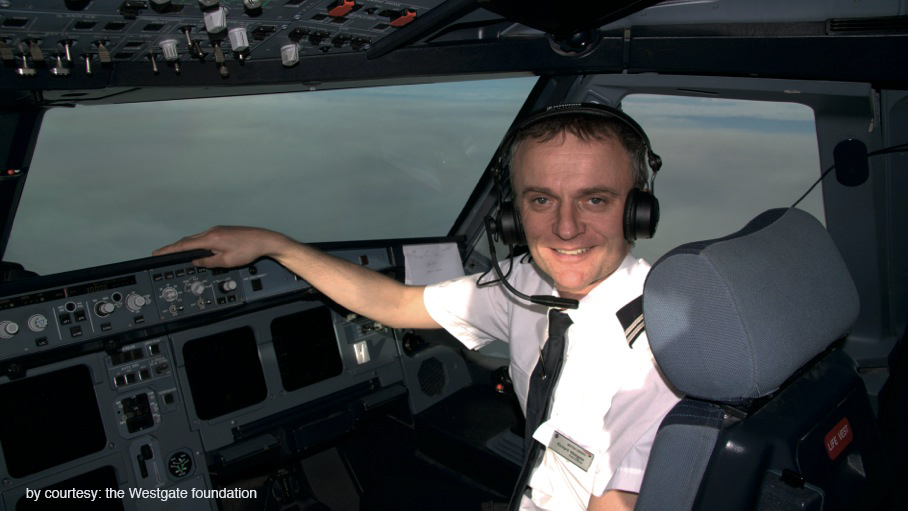
Richard Mark Westgate

Ausführlich hat van Beveren die Untersuchungen an den sterblichen Überresten des British-Airways-Piloten Richard Mark Westgate begleitet. Westgate war am 12. Dezember 2012 tot in seinem Hotelzimmer in einem Amsterdamer Vorort aufgefunden worden. Seit Frühjahr 2012 befand er sich in Holland in medizinischer Behandlung, nachdem er davon überzeugt war, dass seine schweren neurologischen Symptome und Schmerzen auf kontaminierte Kabinenluft und das aerotoxische Syndrom zurückzuführen seien. Der Pilot hatte daher bereits vor seinem Ableben seinen Körper der Wissenschaft zur Erforschung des Phänomens vermacht. Damit wurden erstmals Grundlagenforschungen zum Krankheitsbild am menschlichen Organismus möglich. Die Ergebnisse der über zwei Jahre andauernden medizinisch-forensischen Analysen an sichergestellten Proben aus seinem Gehirn, Nervensträngen und dem Herzmuskel wurden Ende Juli 2014 von den beteiligten Wissenschaftlern und Ärzten in einer wissenschaftlichen Fachpublikation veröffentlicht. Besonders auffällig waren Befunde, die auf das fortgeschrittene Absterben vitaler Zellen in diesen Organen hinwiesen. Nach Ansicht der involvierten Wissenschaftler sei dafür eine über einen längeren Zeitraum anhaltende Vergiftung mit geringen Mengen an Organophosphaten (wie sie sich in Triebwerksölen und Flugzeugschmierstoffen befinden) zurückzuführen. Nach den Untersuchungen an Richard Westgate wurden noch weitere unnatürlich verstorbene Flugbesatzungsmitglieder durch das gleiche Wissenschaftlerteam obduziert und die entnommenen Gewebeproben forensisch pathologisch analysiert. Dabei wurden in allen Fällen Übereinstimmungen an den Befunden festgestellt.
Die Erkenntnisse veranlassten den für die Ermittlung der Todesursache von Herrn Westgate zuständigen britischen Coroner (Leichenbeschauer), Sheriff Stanhope Payne, im März 2015 sowohl Westgates ehemaligen Arbeitgeber als auch die britische Luftaufsichtsbehörde über die besorgniserregenden Erkenntnisse zu informieren und Abhilfe einzufordern. Insbesondere bestünde, so Sheriff Payne, die Gefahr von weiteren Todesfällen, insbesondere durch Ausfälle von Piloten und deren Erkrankungen.

### Politischer Hintergrund
Im Film gezeigte Dokumente legen nahe, dass das Problem den Flugzeugherstellern, Airlines und ihren Verbänden bewusst ist und Politik und Öffentlichkeit über das Ausmaß des Problems nicht entsprechend informiert wurden. Dies belegt der Film anhand von Problemen mit dem Flugzeugtyp BAe 146 und mit Maschinen des Typs Boeing 757 mit dem Rolls-Royce-Triebwerk RB211. Aus dem Journalisten zugespielten Sitzungsprotokollen im Zusammenhang mit dem Unfall einer ihrer Boeing 757 in Las Palmas wird eine problematische Nähe zwischen Luftfahrtunternehmen (hier Condor) und staatlichen Stellen (hier der deutschen Bundesstelle für Flugunfalluntersuchung (BFU)) postuliert. Daraus soll sich auch ergeben, wie die mediale Berichterstattung über Vorfälle seitens des Unternehmens Condor „kontrolliert“ wurde.

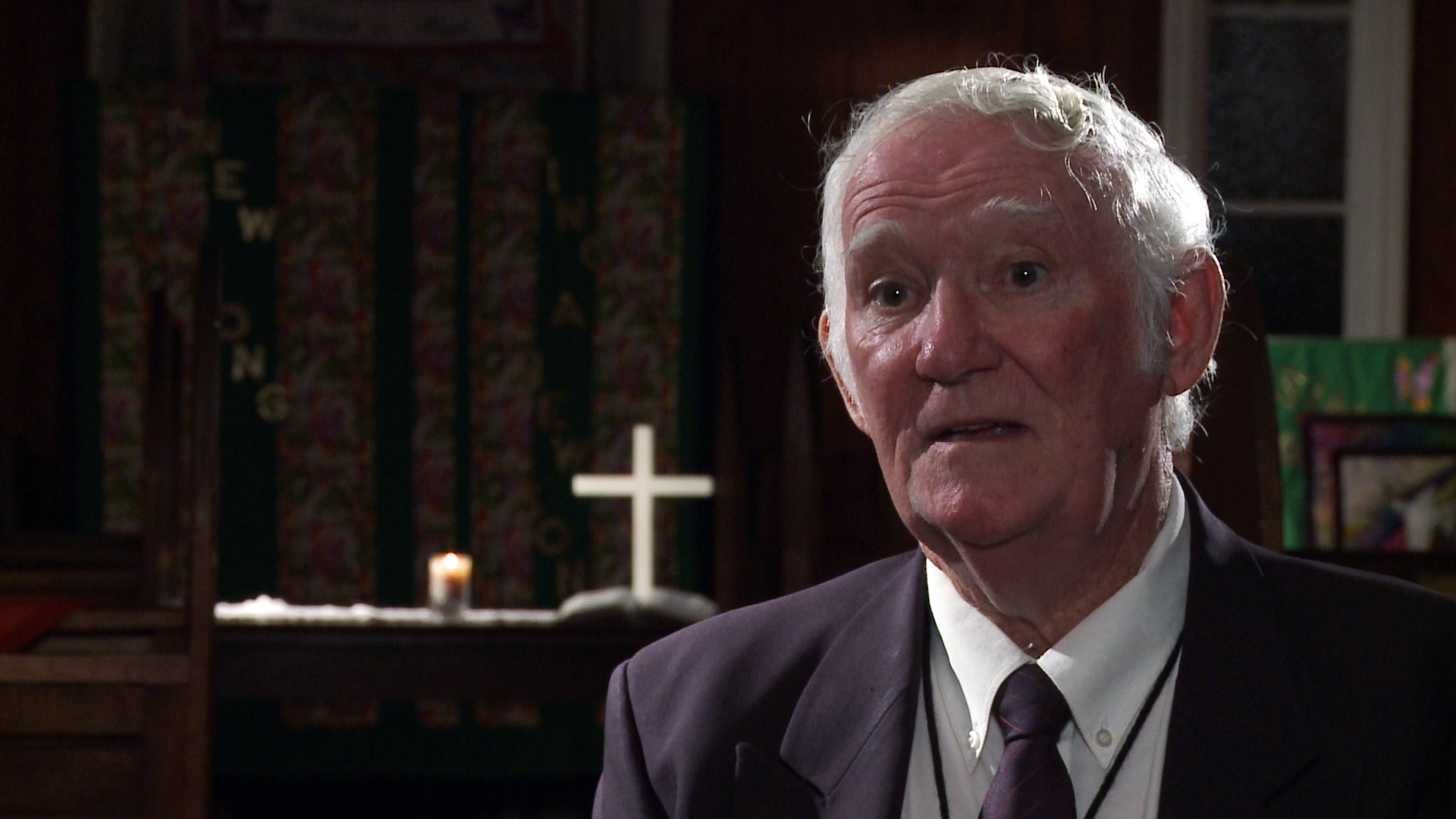
John Woodley

Ausführlich kommt der Leiter eines Untersuchungsausschusses des australischen Senats (1999–2000), der Geistliche und ehemalige Senator John Woodley, zu Wort. Dem australischen Senat im Jahr 2007 zugespielte Unterlagen einer inzwischen insolvent gewordenen Airline belegten Kulanzzahlungen des britischen Flugzeugherstellers British Aerospace. Ergebnis der Untersuchung des australischen Senats war bereits im Jahr 2000, dass die Exposition in Fume-Events die Ursache der Krankheit sei.

### Lösungen
Schließlich werden auch bereits vorhandene Lösungsansätze betrachtet, hier besonders in Form der 2011 in Dienst gestellten Boeing 787 (Dreamliner), deren Luftversorgung ohne das als ursächlich für Kabinenluftkontaminationen identifizierte Zapfluftsystem betrieben wird. Auch wird hervorgehoben, dass bereits behördlich zugelassene Filtersysteme z. B. auf der Boeing-757-Flotte des Frachtunternehmens DHL im Einsatz sind und das bayerische Unternehmen Gröger & Obst GmbH einen erfolgreich getesteten Prototyp eines Sensors zur Frühwarnung entwickelt hat.

## Kritik
Der Film erhielt bisher vereinzelte positive Besprechungen in diversen Medien.
Obwohl der Film in mehreren deutschen Großstädten vorgestellt wurde, darunter Berlin, Hamburg, Frankfurt, Düsseldorf und München, erschienen in manchen dort ansässigen, einschlägigen Printmedien keine Rezensionen, dies trotz Einladung der Lokalredaktionen durch die Produktionsfirma und die Kinobetreiber. Besonders auffällig war dies im Zusammenhang mit der Welturaufführung am 15. Juli 2015 im Berliner Programmkino Babylon in Berlin-Mitte. Das Magazin für politische Kultur Cicero ging diesem Umstand in einem am 13. August 2015 veröffentlichten Artikel mit dem Titel Gefilterte Berichterstattung nach und zitierte den Vorsitzenden des angeblich „politisch neutralen“ und „wirtschaftlich unabhängigen“ Luftfahrt-Presseclubs-Ost und Tagesspiegel-Journalisten Rainer W. During: „einige wenige Kollegen hätten ihm gesagt, dass sie ‚wegen der bekanntlich einseitigen Sichtweise‘ des Veranstalters an einer Teilnahme ‚nicht interessiert waren‘.“ Auch berichtete Cicero, wie der Welt-Reporter Per Hinrichs anlässlich der Podiumsdiskussion im Nachgang zu der Welturaufführung ausführte, dass die Airbus-Pressestelle bei seiner Chefredaktion angerufen und vor einer Zusammenarbeit mit Tim van Beveren gewarnt habe. Dem Magazin liegen auch zwei E-Mails der Airbus-Pressestelle aus den Jahren 2010 und 2014 vor, in denen sich das Unternehmen gegenüber öffentlich-rechtlichen Sendern gegen eine „Zusammenarbeit“ mit van Beveren und „von ihm initiierten Formaten“ ausgesprochen hat.

## Verbreitung
Im Oktober 2016 erschien der Film in einer ergänzten Fassung in deutscher, englischer und französischer Sprache als Sonderedition auf DVD. Dies wurde nach Angaben der Produktionsfirma durch die Unterstützung der Gewerkschaften ver.di und Vereinigung Cockpit (VC) sowie einer französischen Interessenvertretung, der „Association des Victimes des Syndrome Aérotoxique“ (AVSA), ermöglicht. Diese Version enthält auch die neueren medizinischen und wissenschaftlichen Erkenntnisse, die bei den Untersuchungen durch das Institut für Arbeits-, Sozial- und Umweltmedizin der Georg-August-Universität Göttingen bis Januar 2016 gewonnen wurden.
In der ROM-Sektion der DVD befindet sich auch ein bisher unveröffentlichtes Manuskript des australischen Toxikologen Professor Chris Winder († 2014) sowie verschiedene Leitfäden für Besatzungsmitglieder und Passagiere über das Vorgehen nach einem „Fume Event“.

## Auszeichnungen
Bester Dokumentarfilm auf dem Great Lakes International Film Festival 2015. Im April 2016 war der Film Finalist auf den New York Festivals – International TV & Film Awards 2016 und im Mai 2016 einen „International Award of Merit“ auf dem International Film festival for the Environment, health and Culture in Jakarta, Indonesien.